# Tlingits
Cet article concerne le peuple tlingit. Pour la langue tlingite, voir Tlingit.
 (avril 2022).
Si vous disposez d'ouvrages ou d'articles de référence ou si vous connaissez des sites web de qualité traitant du thème abordé ici, merci de compléter l'article en donnant les références utiles à sa vérifiabilité et en les liant à la section « Notes et références ».
Les Tlingits sont une ethnie indigène d'Amérique du Nord, plus précisément un peuple autochtone d'Alaska. Ils vivent dans l'Alaska du Sud-Est, un territoire qui comprend la zone côtière du sud-est de l'Alaska et les îles qui lui font face, en Colombie-Britannique, dans l'archipel Alexandre et la zone côtière avoisinante, et dans le sud-ouest du Yukon. En Colombie-Britannique, la Première Nation des Tlingit de Taku River (en), au Yukon, le Conseil des Teslin Tlingit et la Première Nation de Carcross/Tagish ont des réserves.

## Histoire

### Premiers contacts avec les Européens

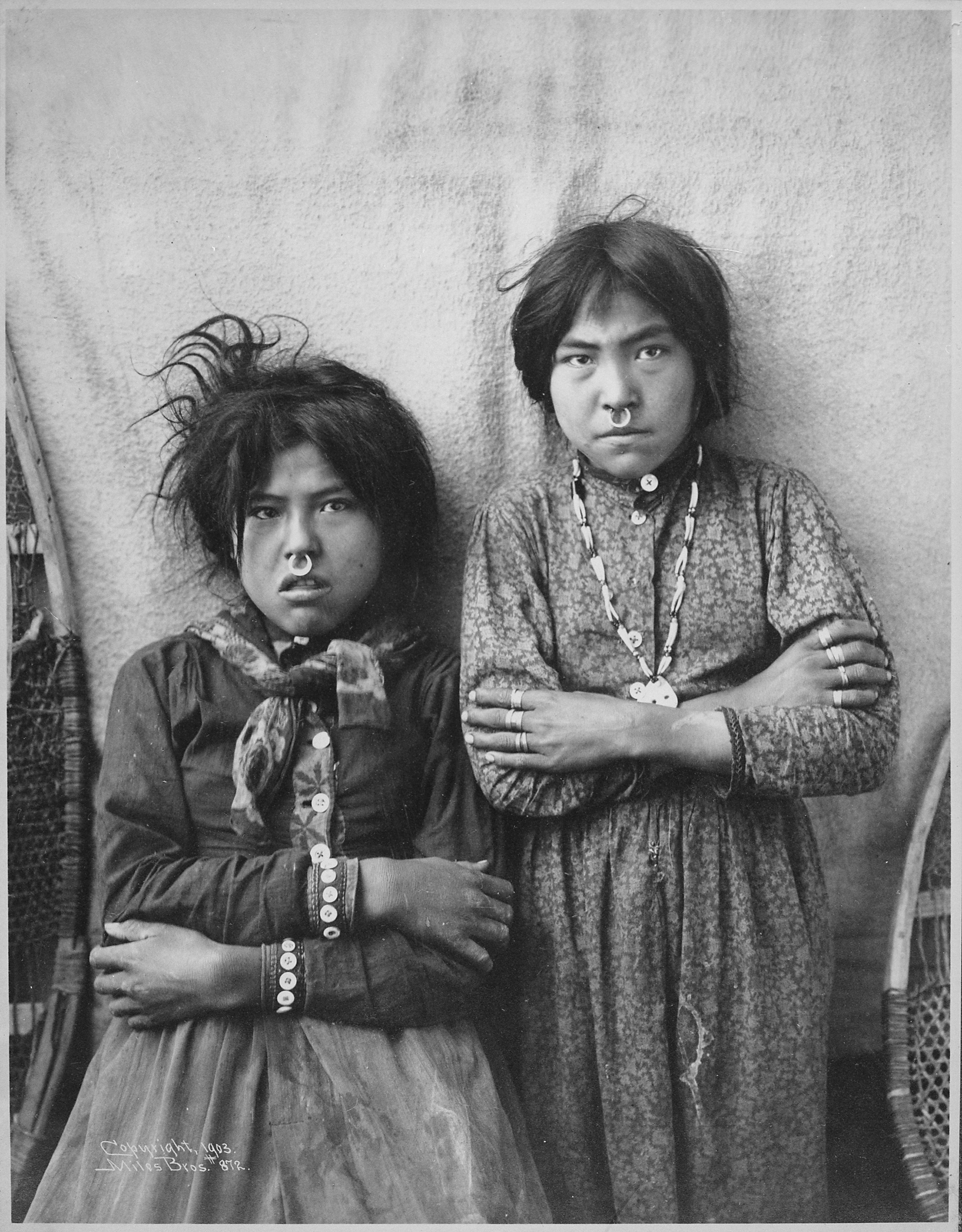
Deux jeunes filles Tlingit, près de Copper River (Alaska), 1903. Photographie des frères Miles.

Les premiers contacts avec les Européens datent des expéditions maritimes russes, espagnoles et britanniques dans cette région vers le milieu du XVIIIe siècle. De nombreux explorateurs entrèrent ainsi en contact avec les Tlingits. La plupart de ces échanges furent amicaux. Les Tlingits apprécièrent assez rapidement le troc avec les produits européens. Dans l'ensemble, les Européens furent assez impressionnés de l'aisance des Tlingits.
Le premier contact date sans doute de 1741 lors de la deuxième expédition du Kamtchatka de Vitus Béring avec Alekseï Tchirikov. Le navire de Vitus Béring fut séparé de celui de Tchirikov et atteint l'île Kayak. Cependant Tchirikov navigua lui jusqu'aux côtes occidentales de l'archipel Alexandre. Il perdit deux canots avec leurs hommes vers le détroit Lisianski au nord de l'île Chichagof. En les cherchant, Tchirikov rencontra les Tlingits qu'il estima hostiles et retourna vers l'ouest.
En 1744, Juan José Pérez Hernández fut envoyé par le vice-roi de la Nouvelle-Espagne, Antonio María de Bucareli y Ursúa, pour explorer la côte Pacifique avec l'objectif d'atteindre les 60 degrés de latitude nord pour repérer d'éventuels établissements russes et réclamer le pays pour l'Espagne. Il était accompagné par Fray Juan Crespi et Fr. Tomás de la Peña Suria (ou Savaria), ce dernier a exécuté un certain nombre de dessins qui constituent aujourd'hui des témoignages inestimables sur la vie Tlingit dans la période précoloniale.
Selon Carl Sagan, dans Cosmos, repris dans Faits, II (2007, Marcel Cohen), La Pérouse rencontre des indiens Tlingits de la baie Lituya en 1786. Ce peuple sans écriture, par transmission orale, de chaman à chaman, conserve une mémoire collective précise de cet événement, deux siècles plus tard.
Le 26 octobre 1882, l'US Navy rase le village d'Angoon au prétexte d'une prise d'otages, tuant six enfants et laissant les habitants sans abris alors que l'hiver commençait. En 2024, l'institution présente des excuses officielles.

## Culture

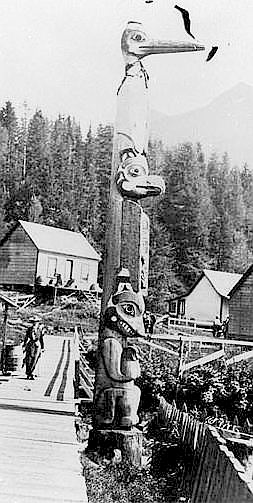
Totem Tlingit à Ketchikan.

Les Tlingits ont développé une culture complexe basée sur la chasse et la cueillette dans les forêts tempérées humides de la région. Regroupée en dix-huit groupes locaux dits ḵwáan, souvent appelés « tribus », la société tlingite est hiérarchisée. Avec un système matrilinéaire, elle comprend des nobles (chefs de clan et de lignage et parents immédiats), des gens du commun et des esclaves. Durant la seconde moitié du XIXe siècle, les « casques-heaume », appelés aussi « masques de tête », étaient portés lors de danses rituelles. Cette pièce, sculptée dans un nœud de bois évidé, représente une femme dont la lèvre inférieure est munie d'un labret, insigne de noblesse. Peut-être le masque incarnait-il son esprit. Il aurait eu alors une fonction protectrice auprès des guerriers tlingit. Outre un esprit protecteur, ou le blason familial, le heaume pouvait aussi figurer un animal (ours ou lion de mer) que les Tlingit admiraient pour leur agressivité, qualité exemplaire du guerrier. Les Tlingit se servent des mêmes symboles sur leurs totems que sur leurs coiffes et leurs masques guerriers polychromes.
La langue tlingite est connue non seulement pour sa grammaire complexe mais aussi pour utiliser certains phonèmes que l'on n'entend pas dans la presque totalité des autres langues.
Ils sont aussi connus pour leurs productions en vannerie. Au cours du temps, plusieurs techniques ont été développées. Selon les scientifiques, elles sont au nombre de 5, en fonction de l'utilisation et de la forme de l'objet.